# ستيبان بالماشوف

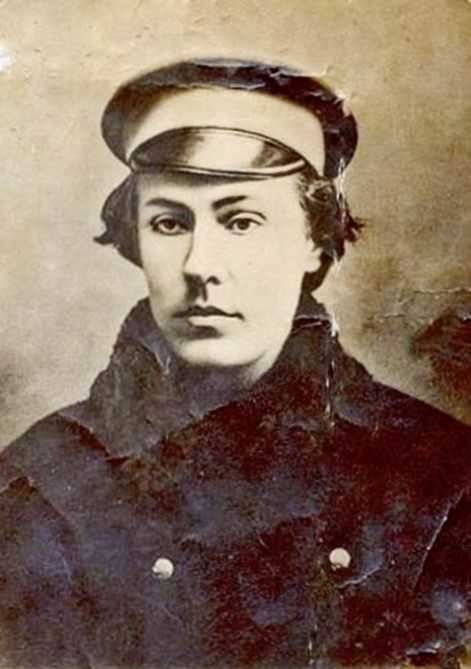

ستيبان بالماشوف شاب ثوري اشتراكي قتل وزير الشؤون الداخلية الروسي دميتري سيباجين أطلق النار على الوزير يوم 2 أبريل 1902 في قصر مارينسكي بمدينة سان بطرسبرغ. تم إعدام ستيبان بالماشوف شنقا يوم 3 مايو 1902 في قلعة Schlisselburg .

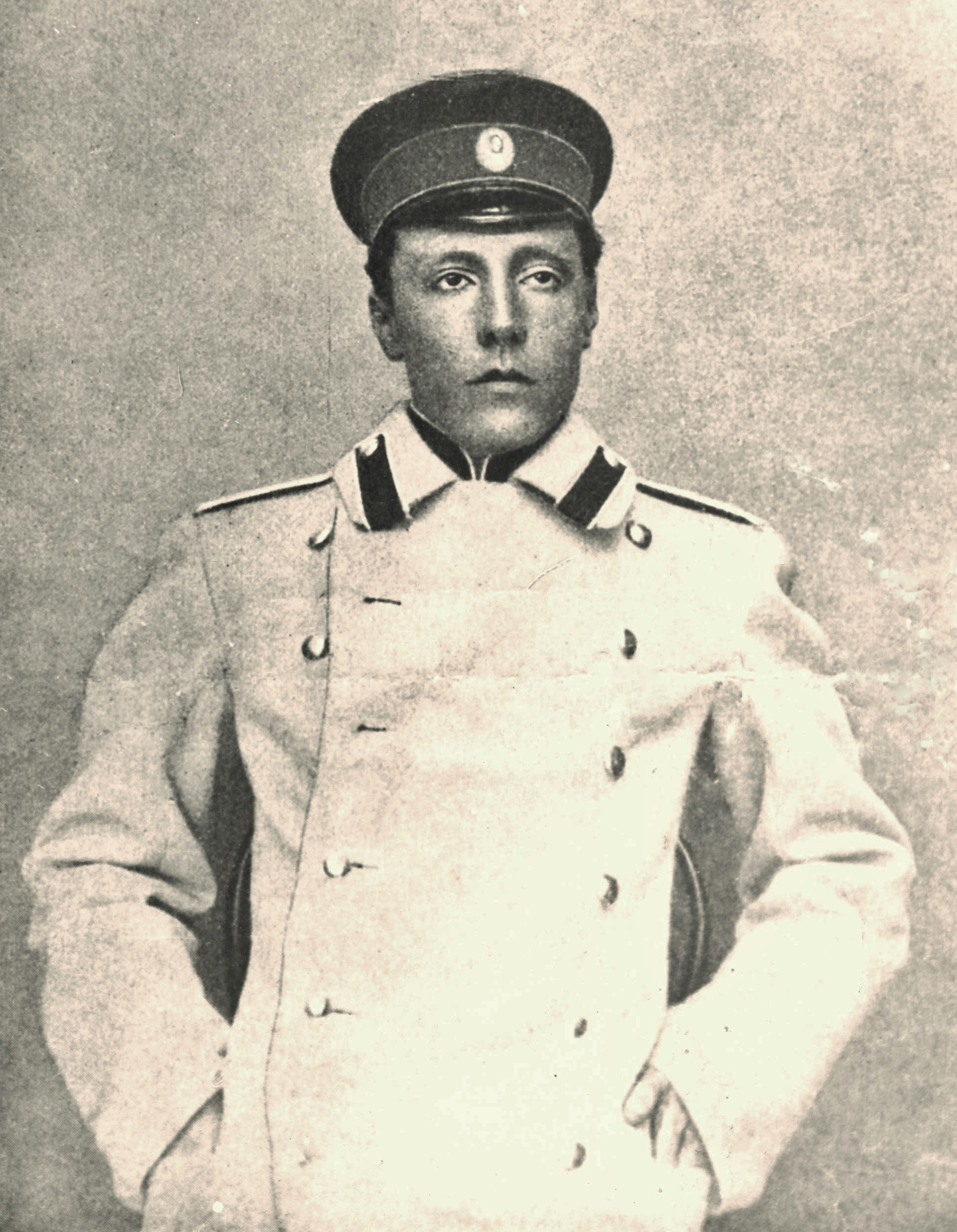
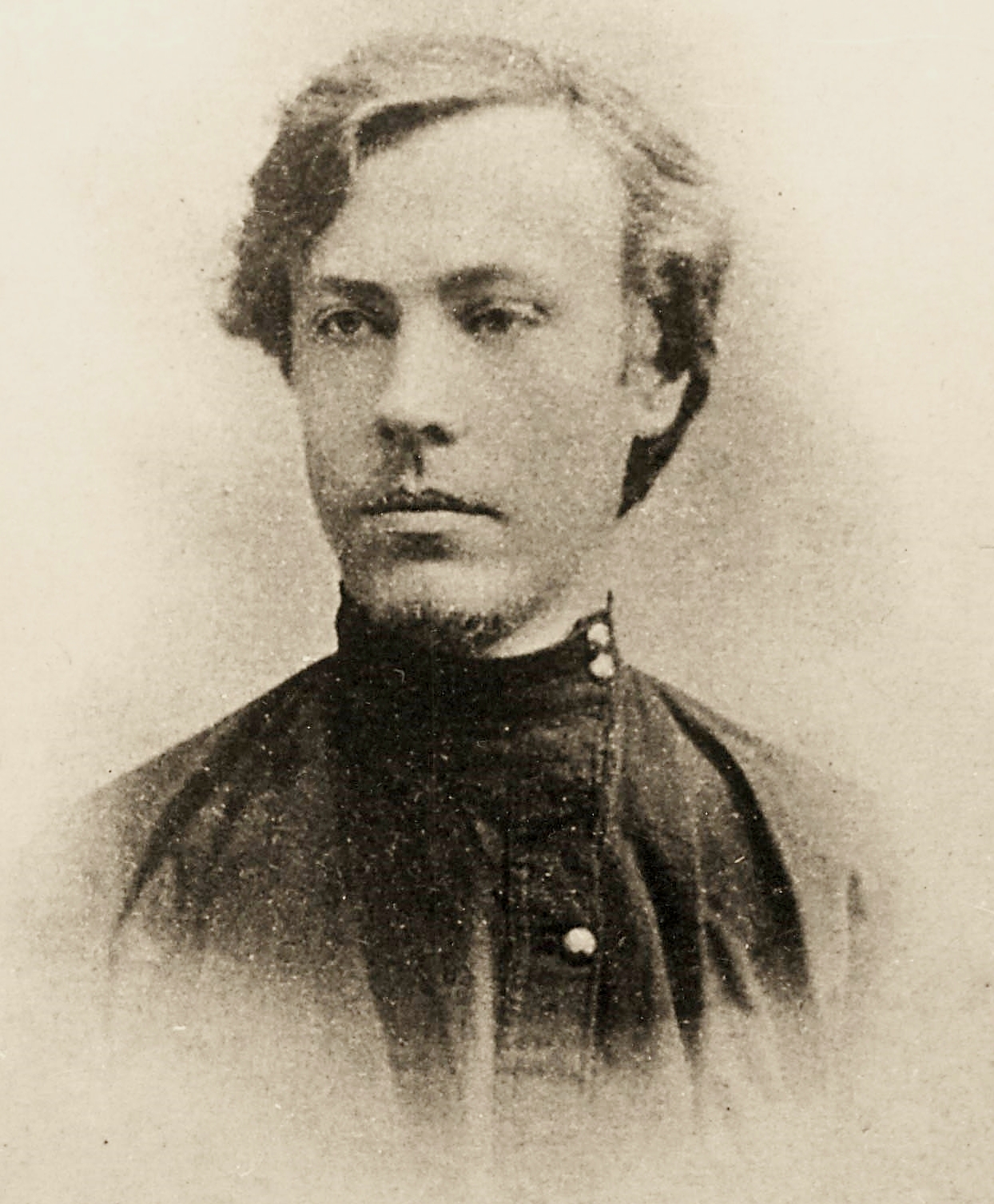
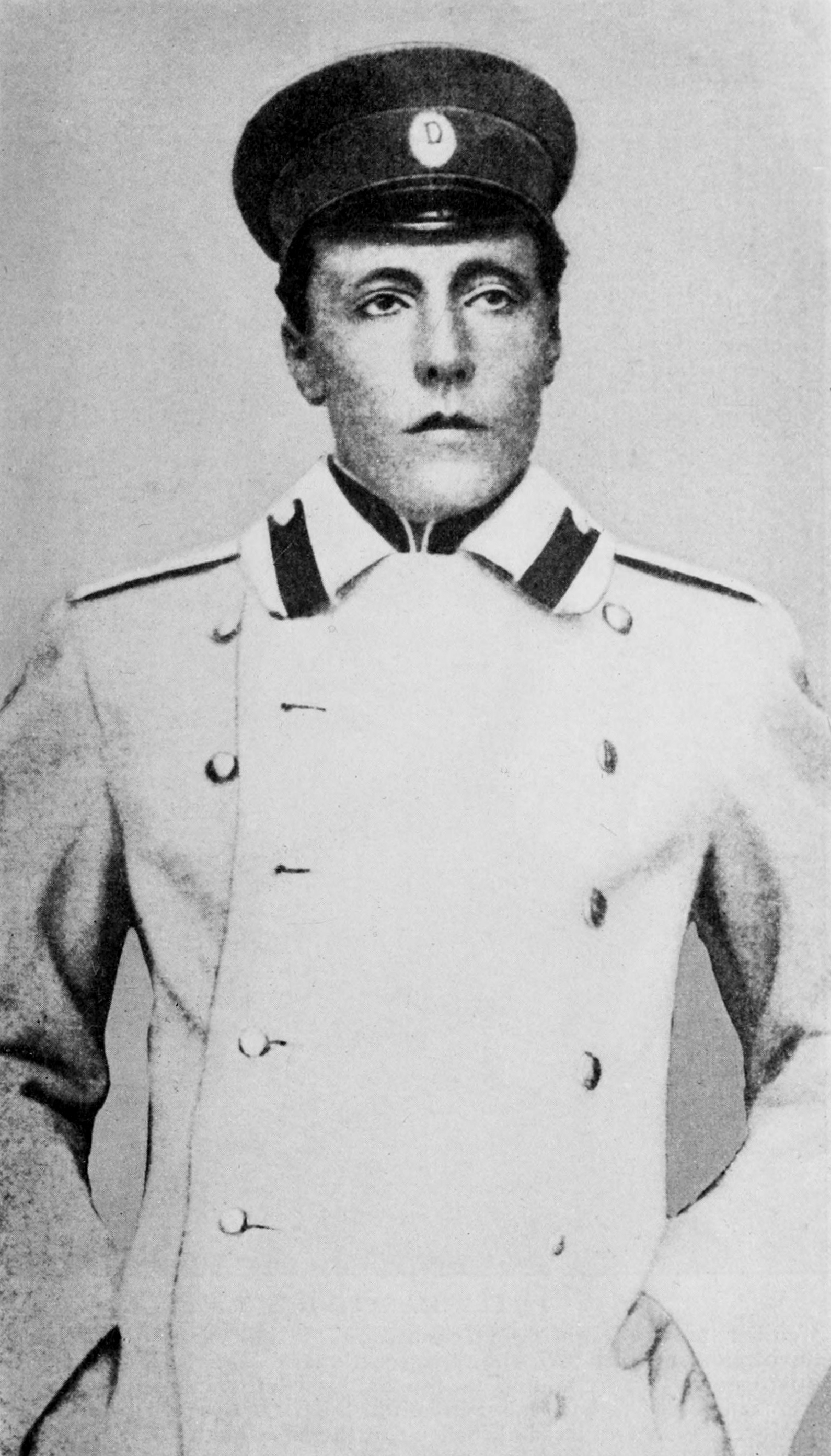
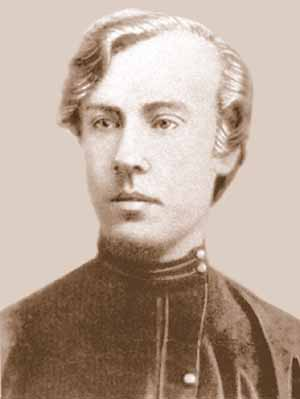
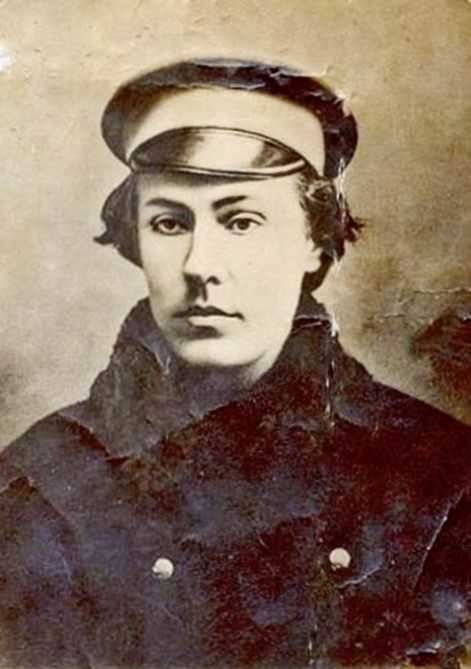